# Einsatzstab Reichsleiter Rosenberg
El Personal de Operaciones del Reichsleiter Rosenberg (en alemán: Einsatzstab Reichsleiter Rosenberg o ERR) fue una organización del Partido Nazi dedicada a la apropiación de bienes culturales durante la Segunda Guerra Mundial. Fue liderado por el principal ideólogo del Partido Nazi, Alfred Rosenberg, desde dentro de la Oficina de Asuntos Exteriores del NSDAP (Außenpolitischen Amt der NSDAP o APA). Entre 1940 y 1945, el ERR operó en Francia, los países del Benelux, Polonia, los Estados bálticos, Grecia, Italia y en el territorio de la Unión Soviética en el Reichskommissariat Ostland y el Reichskommissariat Ukraine. Gran parte del material saqueado fue recuperado por los Aliados después de la guerra, y devuelto a los legítimos propietarios, pero queda una parte sustancial que se ha perdido o permanece en las potencias aliadas.

## Formación
El ERR fue inicialmente un proyecto de la Hohe Schule der NSDAP, una universidad de élite de orientación nazi, que estaba subordinada a Alfred Rosenberg. Rosenberg quería que fuera un instituto de investigación lleno de material cultural sobre los opositores a la ideología nazi. Estas incluían organizaciones judías, masónicas, comunistas y democráticas de toda Alemania y de los países ocupados. Los planes para construir edificios monumentales para la Universidad a orillas del lago Chiemsee no se materializaron después del estallido de la Segunda Guerra Mundial.
Poco después de la ocupación de Francia, el personal del ERR se unió a las SS en la búsqueda de libros, material de archivo y enormes existencias de artefactos que estaban en posesión de personas de ascendencia judía. Poco después, la Embajada de Alemania en París y los SS-Einsatzgruppen también comenzaron a robar las pinturas más valiosas de destacados museos nacionales, galerías y colecciones privadas no judías. Rosenberg y su organización querían participar en estas incursiones artísticas. Él fue capaz de obtener la autoridad total de Adolf Hitler para ser la única organización oficial de adquisición de arte que actúa en los países ocupados. Por esta razón, en una Directiva Führer de 5 de julio de 1940, Hitler autorizó al ERR a confiscar:
- Manuscritos y libros de bibliotecas y archivos nacionales;
- Importantes artefactos de autoridades eclesiásticas y logias masónicas;
- Todos los bienes culturales valiosos pertenecientes a los judíos.

El Einsatzstab Reichsleiter Rosenberg se estableció oficialmente en la "Oficina Oeste" en París y se dividió en diferentes departamentos funcionales. La administración central del ERR se transfirió a Berlín el 1 de marzo de 1941, donde se convirtió en subdivisión formal de la Oficina de Relaciones Exteriores de Alemania.
Los nazis estaban tan ansiosos por adquirir valiosas obras maestras que el robo de arte se convirtió en el campo de trabajo más importante del ERR. Además del arte, muchas bibliotecas fueron saqueadas para el Instituto para el Estudio de la Cuestión Judía en Frankfurt, pero especialmente para la biblioteca de Hohe Schule. El personal de operaciones tenía ocho grupos de trabajo regionales principales y cinco grupos de trabajo técnicos (música, artes visuales, historia, bibliotecas, iglesias). Las redadas relacionadas con el ERR también saquearon las pertenencias de las personas deportadas a los campos de concentración nazis. Entre abril de 1941 y julio de 1944, 29 convoyes transportaron mercancías desde París hasta el castillo de Neuschwanstein en Alemania, el principal lugar de almacenamiento del ERR. Hasta el 17 de octubre de 1944, según lo estimado por el propio ERR, 1.418.000 vagones de ferrocarril que contenían libros y obras de arte (así como 427.000 toneladas por barco) se trasladaron a Alemania.

## Recuperación parcial tras la guerra
Se estima que la Alemania nazi saqueó tres millones de libros durante el curso de la guerra. De estos, más de un millón fueron descubiertos por las fuerzas estadounidenses en Hungen, Hesse, en mayo de 1945. Los libros se trasladaron allí desde Frankfurt a principios de 1944 cuando los bombardeos aliados de la ciudad se convirtieron en una amenaza para la colección y posteriormente se trasladaron de nuevo a la antigua biblioteca de Rothschild para la catalogación.

## Estructura del ERR

### Administración en Berlín

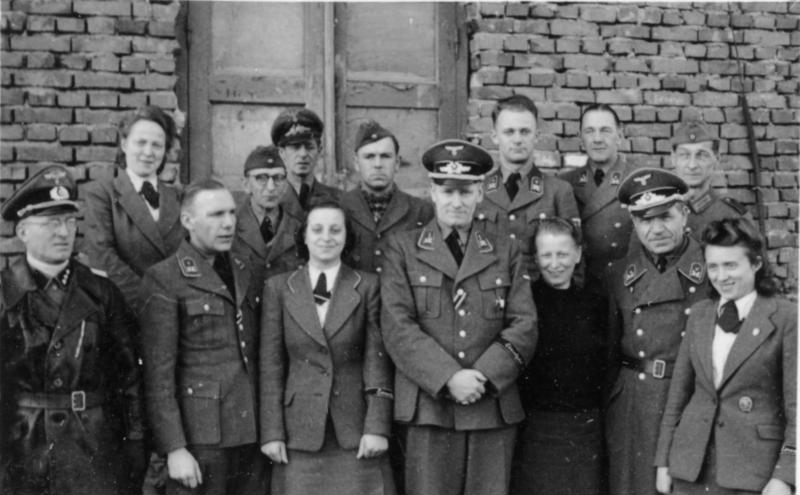
Hombres y mujeres funcionarios del ERR, entre otros, uniformados en Minsk.

La oficina central en Berlín, bajo la dirección de Georg Ebert (hasta 1941) y más tarde Gerhard Utikal, se dividió en tres secciones:
- Departamento III - misiones especiales;
- Departamento IIIa - organización de la seguridad de los bienes judíos;
- Departamento IIIb - Dirección comercial del equipo de artes figurativas.

### Equipos especializados del ERR en Francia
Bajo la dirección de Gerhard Utikal, los doctores Gerhard Wunder y Karl Brethauer, Franz Seiboth y el inspector Hans Hagemeyer, cinco equipos especiales coordinaron la actividad del ERR en París:
- Equipo de música (Dr. Herbert Gerigk);
- Equipo de artes figurativas (Kurt von Behr, Robert Scholz);
- Equipo de la biblioteca de la Escuela de Graduados (Hohe Schule) (Walter Grothe);
- Equipo de prehistoria (Hans Reinerth);
- Equipo de la iglesia (Anton Deinert).

### Oficinas exteriores
El ERR tenía representaciones en Ámsterdam, Bruselas, Belgrado, Riga, Tallin, Vilnius, Dorpat, Minsk, Horky, Smolensk, Kiev, Járkov, Dnepropetrovsk, Simferópol y Hohenschwangau.

## Rangos

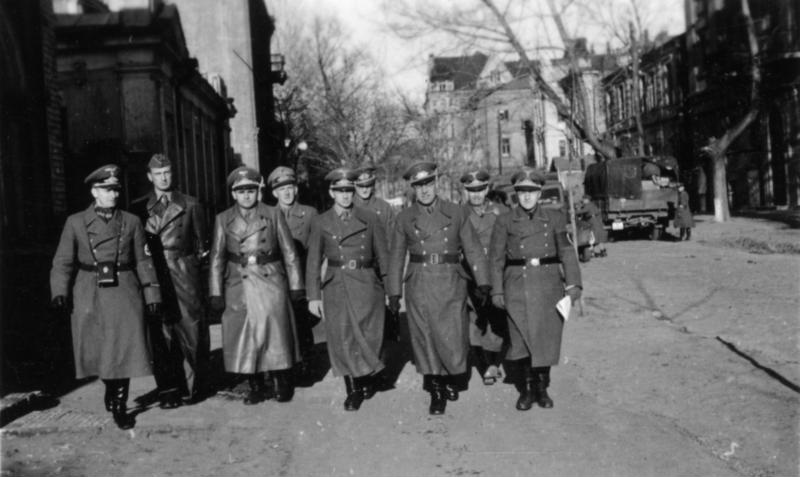
Oficiales uniformados en Járkov.

El ERR era una organización uniformada con la posición jerárquica de los funcionarios masculinos indicada por la insignia de rango en los parches de cuello. Los parches eran de color rojo brillante para el liderazgo y el personal especial en Berlín; Borgoña para otros miembros del personal y personal especial. En la parte inferior izquierda de la manga había un título con el texto "Einsatzstab RR". La eliminación física real de los bienes culturales fue realizada por trabajadores manuales locales empleados en los países ocupados. No estaban uniformados, pero llevaban un brazalete con la inscripción "Im Dienst der Einsatzstabes RR".
| Insignia | Rangos                  | Traducción                            | Rangos comparativos con la Wehrmacht |
| -------- | ----------------------- | ------------------------------------- | ------------------------------------ |
|          | Oberst-Einsatzführer    | Líder de acción sénior                | Oberst                               |
|          | Oberstabs-Einsatzführer | Líder de acción del personal superior | Oberstleutnant                       |
|          | Stabs-Einsatzführer     | Líder de acción del personal          | Major                                |
|          | Haupt-Einsatzführer     | Líder de acción                       | Hauptmann                            |
|          | Ober-Einsatzführer      | Líder de acción sénior                | Oberleutnant                         |
|          | Einsatzführer           | Líder de acción                       | Leutnant                             |
|          | Stabs-Einsatzhelfer     | Ayudante de acción del personal       | Stabsfeldwebel                       |
|          | Haupt-Einsatzhelfer     | Ayudante principal de acción          | Oberfeldwebel                        |
|          | Ober-Einsatzhelfer      | Ayudante Superior                     | Feldwebel                            |
|          | Einsatzhelfer           | Ayudante                              | Unteroffizier                        |
| Fuente:  |                         |                                       |                                      |